# Olympic Hockey Nagano '98
Olympic Hockey Nagano '98 är ett ishockeyspel till Nintendo 64 som släpptes 1998. Det är Treyarchs första spel som utvecklare.

## Spelupplägg
Olympic Hockey Nagano '98 innehåller de 14 lag som deltog i herrarnas ishockeyturnering i olympiska vinterspelen 1998 i Nagano, Japan.
Spelupplägget är som i Wayne Gretzky's 3D Hockey med några små förändringar. Den första skillnaden är storleken på rinken som är större än i tidigare spel eftersom spelet inte utspelar sig i en NHL-hall. Vissa recensenter ansåg att detta skapade inlärningskurva med spelare som spelade tidigare NHL-spel. En annan skillnad är att namnen på spelarna visas nedanför dom.

## Mottagande
| Mottagande                | Mottagande    |
| Samlingsbetyg             | Samlingsbetyg |
| Tjänst                    | Betyg         |
| ------------------------- | ------------- |
| Gamerankings              | 44%           |
| Recensionsbetyg           |               |
| Publikation               | Betyg         |
| Allgame                   | [ 4 ]         |
| Electronic Gaming Monthly | 4.625/10      |
| Game Informer             | 4/10          |
| Gamepro                   | [ 7 ]         |
| Gamespot                  | 5/10          |
| IGN                       | 0/10          |
| N64 Magazine              | 60%           |
| Nintendo Power            | 6.5/10        |

Spelet mottogs av "ogynsamma" recensioner enligt webbplatsen Gamerankings. IGN gav spelet ovanliga betyget 0 två månader innan spelet släpptes, i recensionen säger dom "Vi skickar en ny recension tills Midway släpper ett nytt spel."